# Castel San Pietro Terme
Castel San Pietro Terme ist eine italienische Gemeinde mit 20.694 Einwohnern (Stand 31. Dezember 2023) in der Metropolitanstadt Bologna.

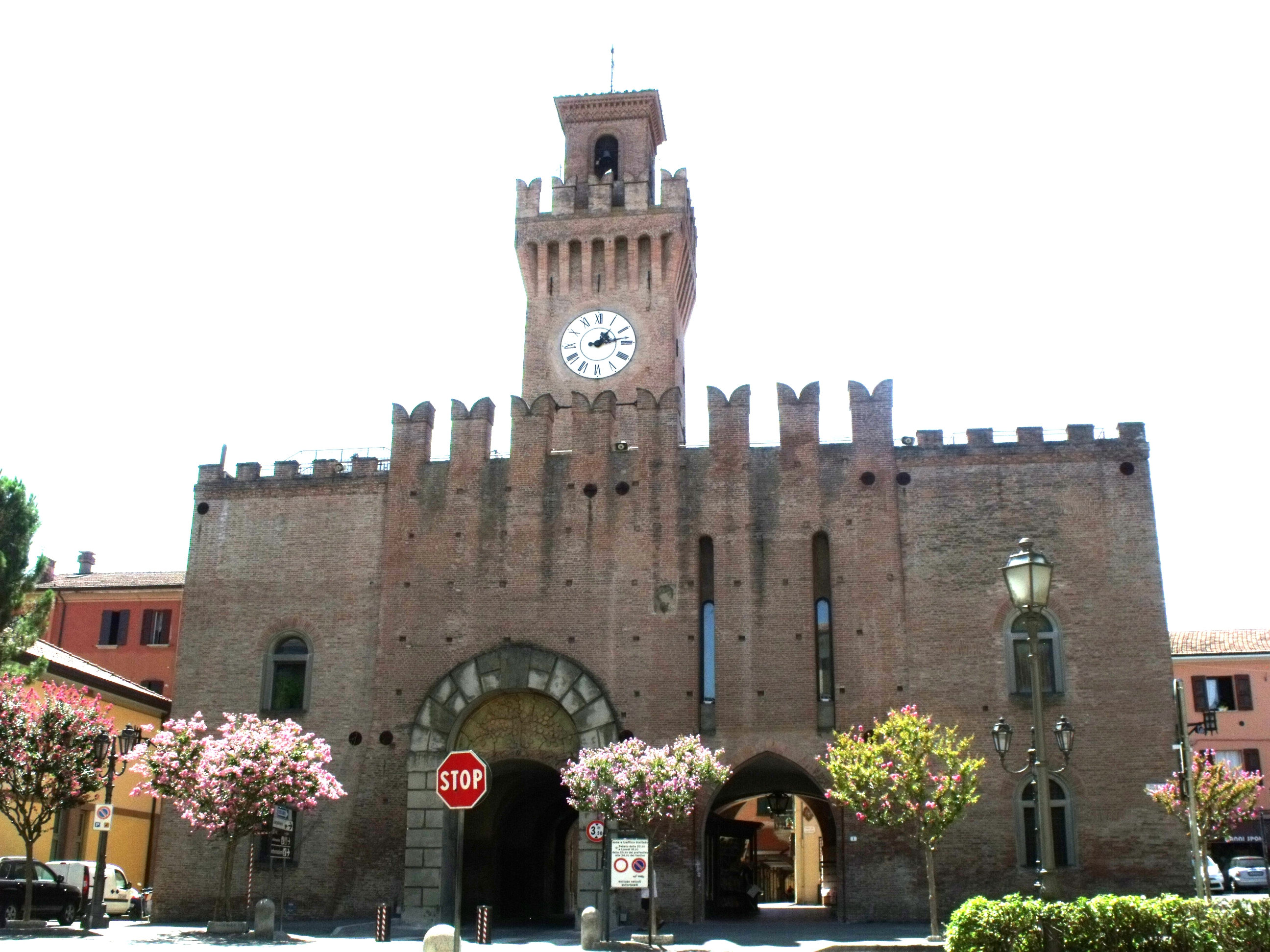
Das Cassero in Castel San Pietro Terme

## Geografie
Der Ort liegt ca. 20 km südöstlich der Provinz- und Regionalhauptstadt Bologna am Fluss Sillaro.
Zu den Ortsteilen gehören Gaiana (41 m), Gallo Bolognese (71 m), Liano (258 m), Magione (63 m), Osteria Grande (71 m), Poggio Grande (46 m) und Varignana (194 m).
Die Nachbargemeinden sind Casalfiumanese, Castel Guelfo di Bologna, Dozza, Medicina, Monterenzio und Ozzano dell’Emilia.

## Geschichte
Zahlreiche archäologische Funde bezeugen uralte Ansiedlungen der Villanovakultur und der Römer. Im Jahr 1199 wurde das namensgebende Castel San Pietro errichtet. Die Regierung von Bologna ließ nämlich nach der Schlacht von Legnano an verschiedenen Stellen in seinem Gebiet Burgen errichten, darunter die bei Castel San Pietro Terme. Auf der Schalung kann man heute noch lesen, dass der Podestà von Bologna die Errichtung dieser Burg im Umland [von Bologna] befahl, um den Frieden aufrechtzuerhalten.
Kriege und Besatzungen prägten Castel San Pietro Terme schon seit den Jahren seiner Gründung. Erst im 14. Jahrhundert kehrte Ruhe ein, als die Stadt zweimal, 1306 und 1338 Sitz der Universität war, zuletzt als Bologna vom Papst exkommuniziert wurde. 1410 flüchtete der Gegenpapst Johannes XXIII. nach Castel San Pietro Terme vor der Pest, die Bologna heimsuchte. Vier Jahre später fiel Braccio da Montone in das Städtchen ein und zerstörte es, 1421 wurde es von Angelo della Pergola erobert. 1428 wurde von Bologna der Feldherr Angelo Roncone geschickt mit dem Auftrag die Stadt zu erobern, er scheiterte aber an den Mauern der Burg. 1501 wurde Castel San Pietro Terme von Cesare Borgia geplündert, 1505 zogen die Truppen von Papst Julius II. durch die Ortschaft; wenige Jahre später wurde sie von der Armee von Charles III. de Bourbon-Montpensier auf ihrem Weg nach Rom verwüstet. Der Durchmarsch verschiedener Armeen blieb bis ins 17. Jahrhundert ein wiederkehrendes Thema und belastete den Zustand der bereits erschöpften Stadt sehr.
Dann kam die Französische Revolution: Am 22. Juni 1796 wurde der Freiheitsbaum am Hauptplatz der Stadt errichtet. Deutsche und Franzosen wüteten abwechselnd im Ort, abhängig davon wer gerade die Oberhand hatte. Im Risorgimento trug Castel San Pietro sein Scherflein für den italienischen Unabhängigkeitskampf bei. Im Laufe des Zweiten Weltkrieges war Castel San Pietro in die Bekämpfungen an der Gotenstellung verwickelt, wurde von deutschen Truppen halb zerstört und trug mit hohem Blutzoll zum Widerstandskampf in Italien bei.

## Sehenswürdigkeiten
- Cassero, entstand 1199 als Verteidigungsanlage für Bologna. Enthält heute das Theater Teatro Comunale.[3]
- Chiesa del SS. Crocifisso, Kirche, die zwischen 1737 und 1741 errichtet wurde.
- Chiesa di Santa Maria Maggiore, Parochialkirche mit Campanile aus dem 13. Jahrhundert. Wurde von 1752 bis 1757 von Alfonso Torreggiani stark verändert. Enthält Werke aus der Schule des Niccolò dell’Arca und das Werk Madonna in gloria e Santi von Ubaldo Gandolfi.
- Torre dell’Orologio, Uhrturm, wurde 1635 und 1920 restauriert.

## Partnerstädte
- Bad Salzschlirf
- Lovran
- Matulji
- Opatija

## Söhne und Töchter der Stadt
- Ilaria Bianchi (* 1990), Schwimmerin
- Loris Capirossi (* 1973), Motorradrennfahrer
- Luisa Ferida (1914–1945), Schauspielerin
- Mauro Gambetti (* 1965), römisch-katholischer Ordensgeistlicher, Erzbischof und Kardinal
- Marcello Mimmi (1882–1961), Erzbischof
- Andrea Minguzzi (* 1982), Ringer
- Saura Sermenghi, Architektin, Bildhauerin